# Kendyl Stewart
Kendyl Stewart (17 de agosto de 1994) es una deportista estadounidense que compite en natación. Ganó una medalla de plata en el Campeonato Mundial de Natación en Piscina Corta de 2018, en la prueba de 200 mariposa.

## Palmarés internacional
| Campeonato Mundial en Piscina Corta | Campeonato Mundial en Piscina Corta | Campeonato Mundial en Piscina Corta | Campeonato Mundial en Piscina Corta |
| Año                                 | Lugar                               | Medalla                             | Prueba                              |
| ----------------------------------- | ----------------------------------- | ----------------------------------- | ----------------------------------- |
| 2018                                | Hangzhou (China)                    | Medalla de plata                    | 100 m mariposa                      |